# Полюдово (Пермский район)
Полюдово — деревня в Пермском районе Пермского края. Входит в состав Култаевского сельского поселения.

## Географическое положение
Расположена к юго-востоку от административного центра поселения, села Култаево.

## Население
| 2010 |
| ---- |
| 26   |

## Улицы
- Дачная ул.
- Прибрежная ул.
- Саксонская ул.
- Тенистая ул.
- Усольская ул.

## Топографические карты
- Лист карты O-40-76 Юго-камский. Масштаб: 1 : 100 000. Состояние местности на 1983 год. Издание 1984 г.